# Mark Armstrong (Reiter)
Mark Armstrong (* 23. Juni 1961) ist ein britischer Springreiter.
Mit sieben bekam Armstrong sein erstes Pony.
In den frühen 80er Jahren trainierte Armstrong 18 Monate in Irland, bevor er zurück nach England ging und dort für Fred Welch arbeitete. 1987 startete er das erste Mal bei einem Nationenpreis.
1993 gewann er bei den Europameisterschaften in Gijón die Silbermedaille mit der Mannschaft. Zudem war er Mitglied bei den Europameisterschaften 2001 in Arnheim und den Weltmeisterschaften 2002 in Jerez.

## Erfolge
- Weltmeisterschaften:
  - 2002, Jerez de la Frontera: mit Elise 16. Rang mit der Mannschaft und 69. Rang in der Einzelwertung
- Europameisterschaften:
  - 1993, Gijón: mit Corella 2. Rang mit der Mannschaft und 33. Rang in der Einzelwertung
  - 2001, Arnheim: mit Elise 9. Rang mit der Mannschaft und 37. Rang in der Einzelwertung[1]

## Pferde
- Thesaura (* 1996), braune BWP-Stute, Vater: Darco, Muttervater: Lys de Darmen, Besitzer: Emma & Mark Armstrong
- Prince Z (* 2002), brauner Wallach, Vater: Pageno, Muttervater: Little Rock, Besitzer: D. Powell
- Ronaldo 110 (* 2002), brauner Wallach, Besitzer: David Wenman
- Caleta (* 2002), belgische Schimmelstute, Vater: Acaletto
- Lavaletta II (* 2000), braune Holsteinerstute, Vater: Lavaletto, Muttervater: Ronald, Züchter: Herbert Stahl